# Akt w sprawie czipów
Akt w sprawie czipów (ang. European Chips Act, ECA) – rozporządzenie unijne mające na celu zachęcenie do produkcji półprzewodników w Unii Europejskiej.

## Działania
W lutym 2022 ogłoszono chęć zmniejszenia udziału w rynku tworzenia zaawansowanych półprzewodników przez TSMC i narażenia Europy na ryzyko związane z przerwaniem łańcuchu dostaw. ECA jest częścią planu inwestycyjnego „Chips for Europe”, który będzie obowiązywał co najmniej do 2030 r. i którego celem jest uczynienie z Europy „lidera na tym rynku”. Propozycja opiera się na trzech „filarach”:
W ramach propozycji, zdefiniowano trzy filary:
1. Badania, rozwój i innowacje
2. Nowe subwencje obejmujące produkcję półprzewodników
3. Środki mające na celu monitorowanie łańcucha dostaw i interwencję w razie potrzeby

W 2022 Europa miała mniej niż 10% udział w produkcji półprzewodników, a celem jest zwiększenie tej wartości do 20% dzięki inwestycjom w wysokości 43 mld euro.
Wiosną 2023 r. osiągnięto porozumienie polityczne, a ustawa o układach scalonych (rozporządzenie Parlamentu Europejskiego i Rady (UE) 2023/1781 z dnia 13 września 2023 r. w sprawie ustanowienia ram dotyczących środków na rzecz wzmocnienia europejskiego ekosystemu półprzewodników oraz zmiany rozporządzenia (UE) 2021/694) została opublikowana w Dzienniku Urzędowym UE 18 września 2023.

## Krytyka
Niektórzy autorzy krytykują tą inicjatywę z powodu protekcjonizmu handlowego jak i sama wysokość wsparcia jest niska w porównaniu z wysokością wsparcia szacowaną na 280 mld USD w ramach analogicznego rozporządzenia Stanów Zjednoczonych CHIPS and Science Act.
W 2025 roku Europejski Trybunał Obrachunkowy skrytykował postęp prac stwierdzając, że rozwój rynku półprzewodników jest znaczący oraz, że przy obecnym postępie prac, realny udział Europy w rynku w roku 2030 to 11,7%.

## Przykładowe projekty
W październiku 2022 r. UE udzieliła francusko-włoskiej firmie STMicroelectronics wsparcia kwotą 293 mln euro w budowie zakładu produkcji płytek z węglika krzemu w Katanii i dofinansowanie w wysokości ok. 2 mld euro w 2024.
Infineon, największy producent chipów w Niemczech, planuje dodać dwa zakłady w Dreźnie za 5 miliardów euro z dotacją w wysokości 920 mln euro i planowanym otwarciem w 2026.